# Pseudorhysipolis granulatus
Pseudorhysipolis granulatus är en stekelart som beskrevs av Van Achterberg 2002. Pseudorhysipolis granulatus ingår i släktet Pseudorhysipolis och familjen bracksteklar. Inga underarter finns listade i Catalogue of Life.